# Cimochy
Cimochy (Duits: Groß Czymochen; 1929–1945: Reuß) is een dorp in de Poolse woiwodschap Ermland-Mazurië. De plaats maakt deel uit van de gemeente Wieliczki en telt 456 inwoners. Tot 1945 maakte de plaats deel uit van Oost-Pruisen.

## Geboren
- Arno von Lenski (1893-1986), Duits generaal